# آستین ۳ لیتر
آستین ۳ لیتر (Austin 3-Litre) خودرویی است که بین سال‌های ۱۹۶۸ تا ۱۹۷۱ تولید و در این مدت ۹٬۹۹۲ عدد از آن ساخته شده‌است.
این خودرو در کلاس خودرو سایز بزرگ قرار گرفته و وزن آن در حالت طبیعی ۳٬۳۰۴ پوند (۱٬۴۹۹ کیلوگرم) است.
موتور آن ۲۹۱۲ سی‌سی است.